# Breage
Breage – wieś w Anglii, w Kornwalii. Leży 15 km na wschód od miasta Penzance i 398 km na południowy zachód od Londynu. W 2001 miejscowość liczyła 2375 mieszkańców.